# Myiophaea spissa
Myiophaea spissa är en tvåvingeart som först beskrevs av Walker 1858.  Myiophaea spissa ingår i släktet Myiophaea och familjen husflugor. Inga underarter finns listade i Catalogue of Life.